# Produkterpressung
Eine Produkterpressung ist eine erpresserische Forderung, die in der Regel an ein Wirtschaftsunternehmen gestellt wird. Für den Fall der Nichtbefolgung gestellter, in der Regel geldwerter Forderungen werden Sabotagen an Produkten in Aussicht gestellt, welche von Dritten in eine sachlich nähere Verbindung zum Opferunternehmen gebracht werden.
Die Produkterpressung ist ein Unterfall der Erpressung, die nach § 253 Strafgesetzbuch neben einer Nötigung einen durch sie bewirkten Vermögensschaden des Genötigten oder eines Dritten voraussetzt. Deutsche Gerichte neigen dazu, die Qualifikation der räuberischen Erpressung gemäß § 255 StGB anzuwenden, womit ein größerer Spielraum hinsichtlich eines erhöhten Strafmaßes mit abschreckender Wirkung erzielt wird.
Produkterpressungen sorgen regelmäßig für erhebliches Medieninteresse und verursachen bei betroffenen Unternehmen oft hohe Umsatzeinbußen, da verunsicherte Verbraucher die betroffenen Markenartikel und Hersteller regelmäßig meiden.
Auch beispielsweise sogenannte Kaufhauserpressungen, in denen den betroffenen Unternehmen etwa mit Sprengstoffanschlägen gedroht wird, unterfallen in der wissenschaftlichen Darstellung aufgrund ihrer Wesensähnlichkeit dem Oberbegriff der Produkterpressung.
Zum Ende der 1990er Jahre sind in Deutschland verstärkt Fälle aufgetreten, in denen Täter angaben, dass sie Lebensmittel oder andere Produkte schädlich manipulierten, wenn ihren Forderungen nach Lösegeldern gegenüber Produzenten oder Distribuenten nicht nachgekommen würde. Die Fallzahlen sind nur schwer nachzuvollziehen, da derartige Fälle nicht einheitlich statistisch dokumentiert werden. Nach Schätzungen geschehen in Deutschland jährlich etwa 50 bis 400 Fälle. Kriminologische Unterschiede bestehen dabei zwischen Produkterpressungen und sonstigen kriminellen Produktsabotagen lediglich darin, welche Ziele (materieller oder sonstiger Art) der oder die Täter mit ihrem Tun erzielen wollen.
Produkterpressung gilt als Nachahmdelikt: Die meisten Täter werden durch Presseberichterstattungen über bereits erfolgte Produkterpressungen inspiriert. So war beispielsweise ein Anstieg der Fallzahlen in unmittelbarer zeitlicher Abfolge zu dem sehr medienwirksamen Fall des Erpressers Dagobert zu beobachten, der wiederholt das KaDeWe erpresste und durch seine spektakulären Geldübergabeideen berühmt wurde. Einige Täter sind auch durch Darstellungen in Büchern oder Fernsehkrimis wie etwa dem Tatort zu ihrer Tat inspiriert worden.
Im Endeffekt verläuft der Erpressungsvorgang nur in lediglich drei Prozent der Fälle erfolgreich für den Täter. Das liegt vor allem an einer enorm hohen Misserfolgsquote in der sogenannten Phase 3, der Phase der Geldübergabe. Während die Manipulation von Produkten und z. B. deren Auslegen in Supermärkten aus der Anonymität heraus geschehen kann, ist nämlich zu einer Geldübergabe ein räumlich und zeitlich enger Kontakt zu einem Geldboten notwendig, der im Regelfall polizeilich überwacht wird. In der Mehrzahl der Fälle wird hierbei kein echtes Geld verwendet. Auch die neueren Geldübergabevarianten mittels elektronischer Geldverschiebung über internationale Geldinstitute waren bisher aufgrund ihrer Rückverfolgbarkeit lediglich in Einzelfällen erfolgreich.
Ständig im Fluss ist die Frage, inwieweit die betroffenen Unternehmen zivilrechtlichen Haftungsrisiken unterliegen, die nach einigen Gerichtsurteilen erheblich sein können. In Frage kommen vor allem Ansprüche aus Produkthaftung und aus Vernachlässigung der Sorgfaltspflichten mit der Folge zu leistenden Schadensersatzes.
In der rechtlichen und wissenschaftlichen Diskussion umstritten ist darüber hinaus die Frage, in welchem Maße die verantwortlichen Personen in den betroffenen Unternehmen persönlich in strafrechtlicher Hinsicht verantwortlich zu machen sind. Die hier bestehenden Risiken sind den handelnden Personen oft nicht bewusst und für den Laien im Normalfall auch kaum überschaubar.